# Хаусдинг, Патрик
Патрик Хаусдинг (англ. Patrick Hausding; род. 9 марта 1989, Восточный Берлин) — немецкий прыгун в воду, специализирующийся в прыжках с 1 м и 3 м трамплина, а также 10 м вышки. В синхронных прыжках с 3 м трамплина выступает со Штефаном Феком, а с 10 м вышки с Сашей Кляйном.
Чемпион мира 2013 года. Серебряный призёр Олимпийских игр 2008 года, двукратный бронзовый призёр Олимпийских игр (2016 и 2020). Двенадцатикратный чемпион Европы.
В мае 2021 года, на чемпионате Европы по водным видам спорта, который состоялся в Венгрии, Патрик в составе команды Германии завоевала бронзовую медаль турнира. На метровом трамплине Патрик с результатом 427.75 завоевал золотую медаль. На следующий день в синхронных прыжках с 3-х метрового трамплина в паре с Ларсом Рюдигером вновь отметился чемпионским титулом. В синхронных прыжках с вышки завоевал бронзовую медаль.